# Shropham
Shropham är en ort och civil parish i Storbritannien.   Den ligger i grevskapet Norfolk och riksdelen England, i den sydöstra delen av landet, 130 km nordost om huvudstaden London. Shropham ligger 37 meter över havet och antalet invånare är 351.
Terrängen runt Shropham är mycket platt, och sluttar söderut. Runt Shropham är det ganska tätbefolkat, med 96 invånare per kvadratkilometer. Närmaste större samhälle är Thetford, 14,4 km sydväst om Shropham. Trakten runt Shropham består till största delen av jordbruksmark.